# بارگشت (نیدرزاکسن)
بارگشت (به آلمانی: Bargstedt) یک شهر در آلمان است که در Harsefeld واقع شده‌است. بارگشت ۲٬۱۱۳ نفر جمعیت دارد.